# Облога Очакова (літо 1737)
Облога Оча́кова — епізод російсько-турецької війни 1735—1739 років, облога в липні 1737 року російськими військами турецької фортеці Очаків, яка завершилася здачею фортеці турецькими військами.

## Передісторія
У кампанії 1737 року Російська імперія продовжила реалізувати плану графа Мініха по завоюванню Криму. Для реалізації цього плану, російський уряд на вимогу Мініха і кабінет-міністра графа Андрія Остермана відхилив пропозицію Австрійського двору про направлення армії у Валахію на допомогу австрійським військам. Було вирішено, що армії будуть наступати окремо, але в один час і «при комунікації окремих армій, російської та австрійської».
Для наступу були обрані два напрямки — на Крим і Очаків, при цьому було ухвалене рішення наступати не однією, а двома арміями. Армія генерал-фельдмаршала Петра Лассі спрямовувалася на Крим. Армія графа Мініха наступала на Очаків.
За відомостями, які мало російське командування, турки начебто планували розмістити в Очакові величезний гарнізон — до 40 000 турків і 50 000 кримських татар. Для наступу на Очаків Мініх хотів розгорнути не менш численну армію. Планувалося, що у складі армії будуть три батальйони гвардії в 2757 чол., 401 чол. гвардійської кавалерії, 30 полків піхоти в 50580 чол., 21 кавалерійський полк у 25851 чол., 9 полків ландміліції в 9693 чол., 6-7 тисяч донських козаків, 6000 гетьманських і 6000 запорізьких козаків, 1000 слобідських козаків і загін гусарів та волохів. Артилерія повинна була скласти 389 гармат. Армія ділилася на три дивізії: принца Людвига Гессен-Гомбургского, графа Олександра Румянцева і генерал-лейтенанта Михайла Леонтьєва.
За затвердженим імператрицею Анною планом, наступ мав розпочатися не пізніше кінця березня, але в умовах зими при зборах армії викликли певні труднощі. Однією зі них виявилася неготовність брянської флотилії, яка повинна була супроводжувати армію. У результаті було ухвалено рішення, не чекаючи добудови флотилії, найняти судна у населення і запорозьких козаків. Але цим складності не обмежилися. 21 березня Мініх доповідав у Петербург, що більша частина полків ще не укомплектована особовим складом і кіньми, не вистачає верхнього і нижнього мундирів, наметів, фуражу і возів, а запорожці не змогли надати необхідну кількість човнів. Фельдмаршал зазначав також недостатню навченість солдат. Не були готові форти і редути для підтримки комунікацій в степу. З'ясувалося, що донські козаки не зможуть прибути в армію в призначений термін, що ускладнювало дії проти ногайських, білгородських і буджацьких татар в період походу. Через неготовність флотилії ставали неясними терміни прибуття осадної артилерії під Очаків і виникли проблеми з переправленням через Південний Буг. Ширина річки не дозволяла використовувати понтони, а мости повинні були прибути з Брянська разом з флотилією. Затримувалися 20 тисяч рушниць з Тули, які були відправлені через Брянськ.

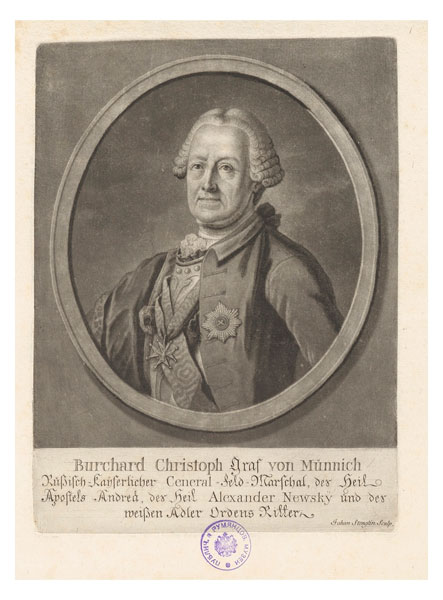
Генерал-фельдмаршал граф Буркхарт Христофор фон Мініх

Поки збиралася армія і вирішувалися організаційні проблеми, Мініх збирав інформацію про стан турецької армії. Джерела повідомляли, що Великий візир з 20-ти тисячним загоном стоїть в Ісакчі і збирає армію, яка повинна бути в 150 тисяч чоловік. В Бендерах, Очакові і Хотині намагаються зібрати великі гарнізони, але збір військ йде вкрай повільно і в Бендерах вже зібралося тільки 12-15 тисяч, в Очакові 6-7 тисяч, в Хотині — 7 тисяч чоловік. У той же час, турки організували комунікації між Очаковом і Бендерами для забезпечення швидкого перекидання військ до Очакова: через Дніпро збудували два мости, а татарам було наказано на всьому шляху від Бендер до Очакова нарити криниць. Буджацькі та ногайські татари в кількості 40 000 чоловік зібралися біля Бендер і Каушан і повинні йти за Буг, але у них ще мало коней. Так само стало відомо, що до Криму перекидається 30 000 чоловік з Персії і 20 000 ногайських татар.
Маючи такі відомості, граф Мініх вирішив виступити на Очаків, не чекаючи збору всієї армії. 1 червня 1737 року армія Мініха виступила до Бугу. В армії налічувалося 60000-70000 чоловік особового складу: 3 батальйони гвардійської піхоти, 29 піхотних полків, 20 драгунських полків, 2 ескадрони кінної гвардії, ескадрон кірасирського графа Мініха полку, регулярна рота слобідських козаків, 9 полків ландміліції, 1600 гусарів і близько 13000 козаків. У зв'язку з нестачею волів для перевезення артилерії, Мініх наказав взяти з собою тільки 18 18-фунтових гармат і 10 мортир.
14 червня армія переправилася через Інгул, а 15 червня до армії зуміли доставити ще 25 польових гармат, 10 гаубиць і 20 6-фунтових мортирок. Висунувшись до Бугу, Мініх дізнався, що в місці, яке призначене для переправи, стоять татари. 17 і 18 червня відбулися дрібні сутички між російськими роз'їздами і загонами татар чисельністю 200—300 чоловік. Маючи перед собою противника, фельдмаршал змінив порядок руху армії. Крім роз'їздів, був виділений авангард під командою генерал-лейтенанта Джеймса Кейта. 20 червня армію наздогнали 4000 донських козаків. 27 червня авангард вийшов до Бугу і переправився під прикриттям гренадерських рот. 1 липня вся армія переправилася через річку.
Після переправи, Мініх вирішив висуватися до Очакова швидким маршем. 5 липня, пройшовши 18 верст, фельдмаршал залишив важкий обоз під командою генерала Леонтьєва, залишивши для прикриття третину всієї армії. 9 липня роз'їзд донських козаків зумів захопити кілька полонених, які повідомили, що вони були надіслані з Очакова для розвідки, а у фортеці зараз нараховується 10 000 чоловік гарнізону і скоро очікуються підкріплення. 10 липня в 12 верстах від Очакова відбулося перше велике зіткнення. Вислані проти противника козаки змушені були відступити, але послані в підкріплення гусари, драгунський полк і два піхотні полки з артилерією змогли примусити противника до відступу. Захоплені полонені показали, що вони походять з прибулого напередодні в Очаків підкріплення і гарнізон тепер складається з 20 000 чоловік, а зіткнулися росіяни з п'ятитисячним загоном кавалерії, висланим проти них. До ночі російська армія підійшла до Очакова.

## Облога
Підійшовши до Очакова на гарматний постріл, росіяни побачили, що передмістя підпалені за наказом коменданта фортеці. Граф Мініх наказав армії стояти ніч «до бою».
Фортеця була досить сильно укріплена — це був замок з трьома лініями стін з форштадтами. Гарнізон фортеці складався з 22 000 чоловік під командою сераскера Яж-паші і коменданта двухбунчужного паші Мустафи. Артилерія фортеці складалася з 98 гармат, 7 мортир і гаубиці.
Вирішивши негайно штурмувати фортецю, Мініх вранці 11 липня наказав оточити фортецю по суші. Перед піхотними полками поставили рогатки, а перед кавалерією — вагенбурги. Коли російська армія ще займала призначені позиції, гарнізон фортеці зробив несподівану вилазку. 15 000 турків двома колонами атакували фланги армії Мініха, намагаючись завдати основний удар по слабкому правому флангу російської армії, де стояли донські козаки. Битва тривала дві години. Мініх перекинув на правий фланг підкріплення під командою генерал-лейтенанта Ульріха Левендаля і туркам довелося відступити. Втрати російської армії склали 200 осіб убитими.

Турецькі яничари

Для запобігання можливих атак в майбутньому, фельдмаршал наказав на всьому протязі облогової лінії побудувати 5 редутів і 4 еполемента. До ночі, для виконання цих завдань, було виділено 5000 чоловік для робіт і 5000 для прикриття. Твердість ґрунту сильно заважала роботам і в допомогу було виділено ще 2000 чоловік. Але до ранку вдалося побудувати тільки два редуту на правому фланзі біля моря. Спорудження двох середніх редутів не привело до успіху і армію довелося звідти вивести. Лівофланговий редут взагалі не було розпочато. Загін, який був виділений для робіт, заблукав в ночі і потрапив у рови форштадта, де проблукав всю ніч.
12 липня о 6 годині ранку турки з форштадту відкрили рушничний вогонь по передових позиціях російської армії. Чекаючи атаки противника, граф Мініх привів армію в бойову готовність, розділивши її на дві рівні частини. Першу частину армії становили передові полки. Друга частина під командою принца Гессен-Гомбургского становила величезний резерв. Після тривалої перестрілки, граф Мініх сам наказав почати атаку. Центром командував Кейт, лівим флангом — Левендаль, правим — Румянцев. Сам Мініх знаходився на правому фланзі з генералом Румянцевим. Вибивши турків із форштадту, російські війська підійшли до контр-ескарпи на відстань рушничного пострілу. Перестрілка тривала до ночі. Одночасно, Мініх наказав висунути 13 гармат, 8 мортир і 4 гаубиці для підготовки штурму.
Артилерію розташували відразу за валами форштадту, без додаткових укріплень. Як тільки артилерія зайняла позиції, був початий обстріл фортеці, який тривав усю ніч. Тривалий час туркам вдавалося швидко гасити пожежі, але за годину до світанку почалася пожежа в центрі міста. Аби перешкодити гасити пожежу, росіяни зосередили вогонь мортир на цьому місці і скоро вогнем було охоплено декілька вулиць. Мініх вирішив скористатися моментом і почати штурм. Полки генерала Кейта повинні були підготувати штурм сильним рушничним вогнем. Незабаром вся армія отримала наказ до штурму, але висунувшись до фортеці, натрапила на рів. Війська не мали при собі пристосувань для подолання рову і виявилися відкритими перед турками, які відкрили по ним вогонь. Росіяни вступили в перестрілку, одночасно намагаючись знайти спосіб переправитися. Перестрілка була настільки запеклою, що незабаром в обох сторін закінчилися боєприпаси. Після цього російські та турецькі солдати почали кидатися один в одного лопатками, кирками, сокирами, камінням і землею. Переконавшись у неможливості подальшого штурму, російські війська почали безладно відступати. Турки, скориставшись цим, зробили невелику вилазку і завдали додатковий втрат армії противника.
Штурм закінчився невдачею, але водночас турки, зайняті відбиттям росіян, покинули гасити пожежу. В результаті розповсюдження вогню, 13 липня о 9 годині ранку стався вибух головного порохового льоху, де зберігалося 500 бочок з порохом. В результаті вибуху загинуло близько 6000 чоловік. Після цього, зрозумівши, що не в силах загасити величезну пожежу, сераскір почав переговори про здачу. Представники турків запросили у Мініха 24 години на перемир'я, але фельдмаршал відмовив. Граф дав противнику годину на роздуми і капітуляцію, заявивши, що після пощади нікому не буде. Сераскір спробував втекти на галери, але козаки і гусари перерізали шлях до відступу, прорватися до галер змогли лише близько 200 осіб. Після цього сераскір капітулював.

## Втрати сторін
У полон до росіян здалися сераскір трехбунчужний Яж-паша, комендант двухбунчужних Мустафа-паша, 30 вищих офіцерів, 60 молодших офіцерів і 3174 нижніх чинів. У фортеці росіяни виявили і поховали 16 тисяч трупів. Серед здобутих трофеїв були 100 мідних і 22 чавунних гармати, 9 мідних мортир, 9 бунчуків, 8 булав, 7 срібних щитів та 300 прапорів.
Російські втрати склали: вбитими — 47 офіцерів і 957 нижніх чинів; пораненими — 5 генералів, два бригадира, 27 штаб-офіцерів, 55 обер-офіцерів і 2750 нижніх чинів.